# Ваджраяна

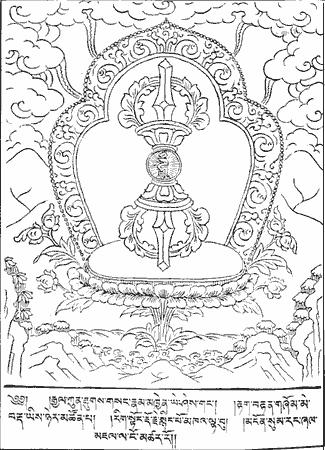
Ваджра, головний символ Ваджраяни.

Ваджраяна (санскр. वज्रयान, трансліт. vajrayāna, досл. «діамантова колісниця») — течія буддизму, складова частина Махаяни, що виникла в Індії, починаючи з 4 століття, яка особливо вплинула на буддійські традиції високогірного Тибету, буддизм у Тибеті (ламаїзм) і буддизм у Монголії. Меншою мірою ваджраяна також поширилася в китайському та японському буддизмі.

## Історія
Згідно з легендою, буддизм був принесений до Тибету в 7-му столітті королем Сронцан Гампо, який мав двох дружин-буддисток. У 8-му столітті буддійське вчення продовжували поширювати Падмасамбхава та індійський монах Шантіракшіта. Вважається, що Падмасамбхава приніс до Тибету вчення Тантри та Йогакари.
За царя Ралпакана (817—836) багато творів було перекладено з санскриту на тибетську мову. Після того, як бонські священники знову посилили придушення буддизму, з 11 століття почався новий підйом. Атіша запровадив систему Калачакри й створив основи школи Кадампа. Марпа заснував школу Каг'ю, а Міларепа став найвідомішим аскетом і поетом Тибету.

## Філософські засади
Ваджраяна з її «вченням про серединний шлях» (мадг'ямака) базується на філософських засадах махаяни. У тибетському буддизмі різні буддійські «яни» (буквально: засоби) розрізняють на основі їхніх цілей або методів. Тобто, між загальною Махаяною і Ваджраяною різниця не в меті — досягненні Будди, а в способі досягнення цієї мети. Тому Ваджраяну ще називають «шляхом результату», тоді як систему Махаяни — «шляхом накопичення», а Тхераваду — «шляхом зречення».

## Практики
Головною особливістю Ваджраяни є використання тантр або інших методів йогічної медитації, таких як Дзогчен (Махасандхі, Махасамадхі або атійога), що практикується в основному течіями Ньїнґмапа і Бон, або Махамудра течій Каґ'ю і Шінґон.
Ці техніки зазвичай передаються від майстра до учня. Вони вважаються потужними, а отже, небезпечними, якщо практикуються неналежним чином, і саме майстер вирішує, чого і коли слід навчати. Тантри представлені як такі, що належать до вищого рівня (третього колеса), ніж сутри Хінаяна (перше колесо) і Махаяна (друге колесо). Кажуть, що їх викладав історичний Будда, але тримав їх у таємниці.

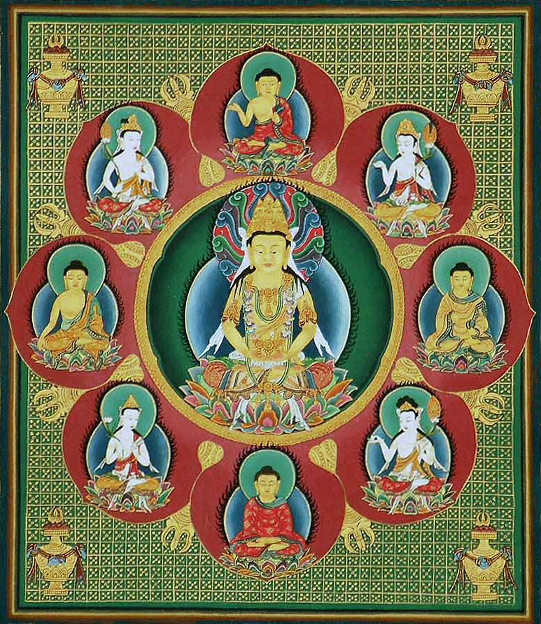
Вайроканський первісний Будда в центрі тайдзокайської мандали Шинґон.

### Ідентифікація з божеством
Найзагальнішою тантричною практикою є ототожнення себе з божеством (просвітленою істотою), що має прискорити розвиток «природи Будди», присутньої в кожній людині, через безпосереднє сприйняття божественного блаженства, вільного від прив'язаностей. Божество, обране як основа для медитації, тибетською мовою називається йідам, а санскритом — іштадевата. Божество ідентифікується шляхом візуалізації себе і свого оточення, використання графічних засобів (янтр і мандал), виконання ритуальних жестів (мудра) з символічними аксесуарами й декламування мантр. Попереднє помазання (абхішека) вчителя дає учневі силу для ефективного виконання цієї вправи.
У своїх вченнях Далай-лама часто дає зрозуміти, що важливим є не ототожнення з божеством, а відмова від звичайних «видимостей і концепцій».
У Шінгон Санміцу ця практика називається «Три таємниці» (або три таємничі засоби): таємниця тіла (мудра), таємниця мови (мантра) і таємниця розуму (візуалізація), які повинні бути ідеально поєднані в медитації. Більшість японських мандал належать до однієї з двох категорій: тайдзокай і конґокай.

### Божества
У ваджраяні існує пантеон численних божеств: Будд, захисників або опікунів і Бодхісатв (включно з деякими патріархами тибетського буддизму). Це не «божества» у звичному розумінні, а опори для медитації, які, з усім тим, часто інтерпретуються мирянами як «божества». Ідея полягає в тому, щоб використовувати зовнішність для усвідомлення відсутності власної істинної природи. Найчастіше обирають такі фігури, як Авалокітешвара, Тара, Манджушрі, а також гнівні божества Какрасамвара (Херука), Ваджрайогіні (Ваджрадакіні), Ваджракілая, Хеваджра (сак'япа) або Ваджрабхайрава — Ямантака (гелугпа). Деякі з фігур мають «гнівну» форму, що корисно для стимулювання практика або спрямування гніву, оскільки нам пропонується трансформувати негативні або паразитичні емоції та фізичні імпульси в позитивну енергію і співчуття на благо інших. Особливістю іконографії ваджраяни є зображення певних божеств у формі Яб-Юм, що виражає різні форми подвійного союзу, наприклад, співчуття і мудрості.
Головні божества Шинґону утворюють групу, що називається Тринадцять Будд (Джусан Бутсу). Це п'ять будд дхьяні: Дайнічі Ньорай (Вайрочана), Шака Ньорай (Шак'ямуні), Якуші Ньорай (Бхайсадж'яґуру, Будда медицини), Аміда Ньорай (Амітабха) та Ашуку Ньорай (Акшобх'я), сім бодхісатв: Мондзю Босацу (Манджусрі), Фуґен Босацу (Самантабхадра), Дзідзо Босацу (Ксітіґарбха), Міроку Босацу (Майтрея), Каннон Босацу (Авалокітешвара), Сейші Босацу (Махастхамапрапта) і Кокудзо Босацу (Акасаґарбха) і, нарешті, Фудо Міо, який у цій системі є однією з роздратованих форм Дайнічі Ньораї.

### Посвята і помазання
Дотримання ваджраяни вимагає церемонії посвячення, яка є одночасно формальним дозволом і «реальною» передачею тонких якостей, наданих учневі. Церемонію проводить лама, уповноважений посвячувати своїх послідовників. Далай-лама провів посвячення Калачакри для сотень тисяч людей. Існують також помазання, специфічні для певних практик. Сили Будди можуть передаватися через засоби масової інформації: передача нірманакаї через священну шафранну воду, що міститься у вазі, самбхогакаї — через мантру, яку читає мала, дхармакаї — у вигляді дордже (або ваджри) чи іншого ритуального аксесуара.
Окрім духовних сил, миряни-практики можуть прагнути матеріального щастя та здоров'я, щоб продовжувати свою практику. В Японії Шінґон особливо відомий своїми молитвами, відомими як кадзі.

## Традиції

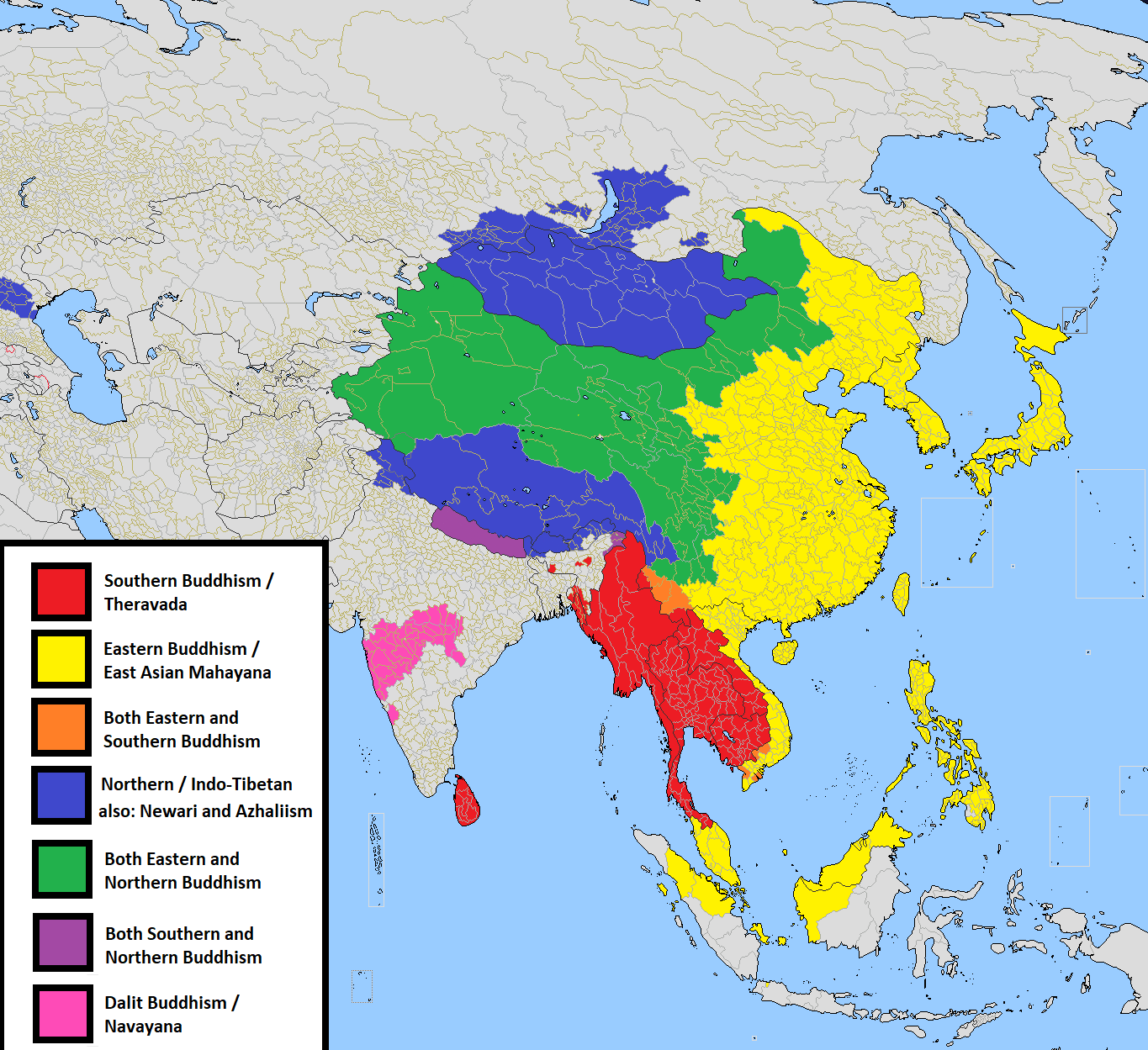
Карта, що показує домінуючу буддійську традицію в Азії. Ваджраяна (у формі тибетського буддизму) домінує в гімалайських та монгольських регіонах.

Ваджраяна існує переважно у формі двох основних традицій — тибетського буддизму та японського езотеричного буддизму, відомого в Японії як Шінґон (буквально «Істинна мова», тобто мантра), з невеликою кількістю дрібних підшкіл, що використовують меншу кількість езотеричних або тантричних матеріалів.
Різниця між традиціями не завжди є жорсткою. Наприклад, тантричні розділи тибетського буддійського канону текстів іноді включають матеріал, який зазвичай не вважається тантричним за межами тибетської буддійської традиції.

### Китайський езотеричний буддизм
Езотеричні та тантричні вчення потрапили до Північного Китаю разом із буддизмом через Шовковий шлях. Вони отримали схвалення від танських імператорів. Зокрема, індійські майстри Шубхакарасіха, Ваджрабодхі та Амоґхаваджра відіграли ключову роль, переклавши ключові тексти та заснувавши традицію Чженьянь («істинне слово» або «мантра»). Ця традиція, відома в Японії як Сінґон, зосереджувалася на тантрах, таких як тантра Махавайрочана, на відміну від радикального тантризму тибетського буддизму. Це вплинуло на інші китайські буддійські школи, такі як Чань і Тяньтай, що призвело до інтеграції езотеричних практик. За часів династії Юань тибетський буддизм став офіційною релігією Китаю, з постійною підтримкою за часів династій Мін та Цін.
Сьогодні езотеричні традиції є невіддільною частиною китайського буддизму, що виражається в ритуалах з використанням тантричних мантр, дхарани та вшануванням тантричних божеств, таких як Кунді та Акала. Одним із прикладів є «Шураґама-сутра», впливова в китайській традиції Чань. Іншою формою китайського езотеричного буддизму є азалізм, який практикується народом бай і зосереджений на шануванні Махакали як головного божества.

### Японська езотерика
Переважно усього існує три гілки:
1. Шінгон (яп. Shingon) — це одна зі шкіл буддизму в Японії, яка базується на тантричних та езотеричних вченнях.. Ця школа буддизму була заснована в IX столітті в Японії великим майстром Кукайом (його ім'я також відоме як Кукай Кободайсі). Шінгон практикує різні ритуали, мантри, медитацію і візуалізацію для досягнення просвітлення.
2. Тендай (яп. Tendai) — це одна зі шкіл буддизму в Японії, заснована в VIII столітті великим майстром Сайєнджіном. Школа Тендай відома своєю інклюзивністю і вивченням широкого спектра буддійських текстів та практик, включаючи медитацію, ритуали й мантри.
3. Шуґендо[en] (яп. Shugendō) — це японський релігійний рух або система практик, що поєднує аспекти буддизму, синтоїзму та шаманізму. Ця традиція акцентує на аскезі, медитації в природному середовищі, підкоренні гір і водоспадів, та зверненні до духів і божеств природи. Шугендо розвинулася в Японії й стала популярною серед гірських аскетів і священників, які вивчають мистецтво сполучення духовних практик з взаємодією з природним світом.

### Корейська езотерика
Езотеричний буддизм, відомий як мілгьо (密教), з'явився в Кореї у 372 році н. е. і отримав королівську підтримку за часів Об'єднаної династії Сілла та Корьо. Він був поширений серед великих сект, таких як Сон і Хвеом, а також серед менших, таких як Сінін і Чонгджі, під час правління династії Корьо. Тибетський буддизм недовго існував під час монгольської окупації, але не набув поширення.